# 鶏足寺 (足利市)
鶏足寺（けいそくじ）は、栃木県足利市にある真言宗豊山派の寺院である。山号は仏手山。院号は金剛王院。

## 歴史
寺伝によれば大同4年（809年）、東大寺の僧定恵が創建とされる。建立時は世尊寺と号していたが、平将門の乱の際に現在の寺号となる。

## 文化財

### 重要文化財
- 銅印 印文「鶏足寺印」
- 太刀 銘力王 附:黒漆太刀拵
- 梵鐘（五尊教会所有）

### 栃木県指定有形文化財
- 絹本著色五大明王像
- 紺紙金泥両界曼荼羅図

## 交通アクセス
両毛線小俣駅からタクシーで5分。